# وو هاو
وو هاو (بالصينية: 吴昊) هو لاعب كرة قدم صيني، ولد في 19 فبراير 1983 في بكين في الصين. شارك مع منتخب الصين لكرة القدم. أما مع النوادي، فقد لعب مع جيانغسو سونينغ وشاندونغ لونينغ ونادي بكين سينوبو غوان ونادي هينان جيانيي.

## وصلات خارجية
- وو هاو على موقع قاعدة بيانات كرة القدم.إي يو (الإنجليزية)
- وو هاو على موقع ناشيونال فوتبول تيمز (الإنجليزية)